# 蓑江珧蛤
蓑江珧蛤（学名：Atrina kinoshitai）为江珧蛤科曲江珧蛤屬下的一个种。